# Faculdade São Basílio Magno
A Faculdade São Basílio Magno (FASBAM) é uma instituição de ensino superior católica com conceito máximo 5 de excelência atribuído pelo Ministério da Educação (MEC), tanto em nível institucional, por meio do recredenciamento realizado em 2023; quanto em Filosofia, por meio do reconhecimento do curso de bacharelado realizado em 2022. 
A FASBAM possui a sua sede na área nobre da cidade Curitiba, no Paraná, e conta com um espaço privilegiado que integra o prédio da década de 1960 à natureza marcada pela conservação de árvores em extinção, como a Araucária, o Pau-Brasil e a Imbuia. 
Com atuação no Ensino, por meio de cursos de graduação e pós-graduação lato sensu, na Pesquisa e na Extensão, a instituição cumpre a sua missão de: "Formar pessoas com excelência acadêmica em Filosofia e Ciências afins de modo integral, orientadas pela visão de mundo cristã inspirada nos ensinamentos de São Basílio Magno”.
A instituição tem suas origens remotas no ano de 1963, quando os Padres Basilianos adquiriram, da Arquidiocese de Curitiba, um terreno para a construção de um mosteiro para a formação religiosa de estudantes dos cursos de filosofia e teologia. A inauguração se deu em 24 de junho de 1969.
Entre 1969 e 1989, o Curso Livre de Filosofia era quase que exclusivamente ministrado para os irmãos estudantes da Província Brasileira de São José da Ordem de São Basílio Magno. No entanto, a partir de 1989, a pedido de reitores de várias comunidades religiosas – como os Padres Palotinos, a Diocese de Paranaguá, os Missionários Servos dos Pobres, os Padres Ressurreicionistas, a Eparquia Ucraniana, hoje Arquieparquia de São João Batista em Curitiba dos Ucranianos, a Congregação São João Batista Precursor – o Curso de Filosofia gradualmente abriu suas portas também para seminaristas e religiosos de outras instituições.
Preocupado com uma formação sólida dos seminaristas, a Associação São Basílio Magno (ASBM) organizou uma biblioteca na grande área de Filosofia e Humanidades, com um acervo de mais de 21 mil livros, periódicos, material audiovisual entre outros, além de documentos sobre cultura ucraniana: literatura, arte, história e religião. Nos últimos anos, mesmo permanecendo para o uso interno dos alunos, seu acervo foi informatizado com base no Sistema Decimal Dewey, permitindo dessa forma, que o acesso à consulta e empréstimo da sua comunidade acadêmica, no horário comercial durante a semana, fosse possível e democratizado.
A concepção formativa do Curso nestes anos está respaldada no carisma da Ordem Basiliana, espelhada nos ideais de seu fundador São Basílio Magno. Este, por sua vez, no contexto histórico da Antiguidade Tardia, era uma pessoa altamente qualificada em nível intelectual e cultural, sendo um exímio educador, aberto ao diálogo e preocupado com as questões práticas, sejam elas morais, pastorais ou sociais. Sua espiritualidade foi praticamente mística, porém muito concreta e voltada para a realidade humana, assim como, sua metodologia, na dinâmica de trabalho e de estruturação da vida pessoal, comunitária e social, extremamente coerentes, podendo ser resumida nos princípios de comunidade e eclesialidade voltadas à inserção.
Desta forma, a Associação São Basílio Magno durante estes quase 40 anos de fundação, concebeu o Curso Livre de Filosofia como uma etapa inserida no processo de formação humana e religiosa visando o sacerdócio na Igreja Católica. Cotidianamente, o ambiente de integração e verdadeira fraternidade cristã era o princípio formativo entre direção, alunos e professores durante o processo letivo. Era um curso que teve no seu cerne, a preocupação de manter-se coerente com as diretrizes propostas pelo Concílio Vaticano II, no que se referia à formação religiosa, como também, com as recomendações expressas nos documentos mais recentes do Magistério da Igreja, adequando-se às orientações propostas pela Igreja Local.
Assim, nestes longos anos de formação educacional contínua e regular, em regime presencial de aulas, o Curso Livre de Filosofia teve por objetivos fundamentais conduzir e orientar os alunos a adquirirem fundamentação e universalização do saber, buscando garantir um preparo básico para que os alunos possam viver e agir em circunstâncias atuais. É mister salientar, que os objetivos formativos ampliam-se também em buscar a capacitação com discernimento próprio ao contexto cultural do mundo hodierno, assumindo uma posição pessoal definida em relação às questões mais graves do nosso tempo e descobrindo o senso de equilíbrio entre fé e razão. Neste caso, todo o empenho da direção e equipe de professores estava direcionada para o preparo metodológico e teórico para desenvolver, nos alunos, a formação adequada para prosseguirem seus estudos no Curso de Teologia.
Cabe aqui sublinhar, que o Curso Livre de Filosofia da Associação São Basílio visava antes de tudo dar uma visão sólida para o estudo da Teologia, mostrando como a Filosofia é importante para um correto pensar, para refletir e problematizar as questões do seu tempo, oferecendo um instrumental com base epistemológica e lógico imprescindível, bem como categorias importantes para a evangelização, ou seja, a inculturação do Evangelho no mundo de hoje.
Neste contexto, as Dioceses, Congregações e Ordens Religiosas tinham confiado à direção da Associação São Basílio o processo formativo de seus estudantes, tendo ciência que não seria somente garantida a formação cultural e intelectual, mas incluiria uma formação integral, psicológica, religiosa e moral, da pessoa humana, integrada crítica e ativamente em seu meio cultural, eclesial e social, valorizando-se os aspectos pessoais da aprendizagem, em uma sólida educação humanística e religioso-sacerdotal.
O Curso Livre de Filosofia, no processo de formação acadêmica, seguindo as orientações da Igreja e da CNBB (Conferência Nacional dos Bispos do Brasil), estava organizado em sua estrutura curricular em 3 (três) anos, distribuídos em 6 (seis) períodos ou semestres letivos, com carga horária de 2.540 horas/aula. O horário das aulas era das 7h30 às 12h00, de segunda a sexta, durante o período letivo anual de fevereiro a início de dezembro. Estudavam seminaristas de 6 congregações religiosas. Lecionavam 13 professores com formação acadêmica e experiência profissional no Magistério.
Buscava-se por meio das disciplinas, dar ênfase à integração entre teoria e práxis, ortodoxia e ortopraxia, doutrina e moral, tendo em vista a contribuição permanente em direção da transformação da sociedade, iniciando por uma aprimorada preparação acadêmica e capacitação pessoal. Por isso, os alunos sempre foram incentivados a uma busca pessoal para vivenciar o aprendido, aplicando a sua vida pessoal, comunitária e eclesial.
No entanto, tal estrutura curricular do Curso Livre de Filosofia, já possuía quatro eixos formativos essenciais na formação dos alunos: a filosofia sistemática; a história da filosofia; as disciplinas do âmbito das ciências humanas, sociais e de cultura religiosa; as línguas modernas, com ênfase, no passado, nas línguas clássicas.
Assim, a Associação São Basílio Magno foi construindo uma história acadêmica respaldada, nestes anos, em uma proposta pedagógica direcionada as seguintes diretrizes: embasamento histórico, procurando responder aos questionamentos próprios do mundo de hoje; visão interdisciplinar, aproximando na medida do possível, do enfoque de outras disciplinas; concepção dialética, na alteridade, comparando com visões de outras correntes e culturas, com o intuito de compreender melhor a sua própria visão e aprender com o outro; visão holística, valorizando não só o elemento intelectual, racional e livresco da aquisição do conhecimento, mas também o elemento experiencial e existencial; postura crítica, mostrando como no decorrer da história concreta da humanidade as questões são compreendidas na sua complexidade de fatores, percebendo sua coerência lógica e histórica e,  comprometedora, levando ao compromisso humano e ético, espiritual e cristão diante dos diversos desafios do mundo contemporâneo.
Buscou-se nestes anos, durante o processo formativo, o equilíbrio entre os aspectos teórico-práticos da Filosofia, centralizando toda a abordagem no ser humano, no intuito de destacar o valor das verdades e dos valores encontrados em determinada disciplina para a excelência humana, numa visão antropológica do homem integrado crítica e ativamente em seu meio cultural e social, respeitoso e defensor do meio ambiente ecológico, solidário com o outro humano, aberto para o Outro transcendental.
Este cuidado formativo sempre foi observado pela Ordem São Basílio Magno, de um lado, na orientação destes valores humanos, cristãos e educacionais na admissão de alunos para o Curso de Filosofia. De outro, embora não fosse ainda uma Instituição credenciada pelo Ministério da Educação para conferir grau acadêmico, às exigências curriculares da Instituição seguia todas as normas e orientações oficiais do MEC. Ou seja, o aluno - seminarista ou religioso - devia ter aprovação do Reitor para iniciar seus estudos, ter concluído o ensino médio mediante comprovação de documentos e cumprir as exigências curriculares caracterizadas nas disciplinas por atividades, aulas, pesquisas, avaliações, entre outros.
Com esta preocupação, durante estes anos, a Associação São Basílio Magno organizou uma biblioteca exemplar, na grande área de Filosofia e Humanidades, com um acervo de milhares de livros, periódicos, material audiovisual entre outros, além de documentos de cultura eslava, permitindo que o acesso à consulta e empréstimo da sua comunidade acadêmica, no horário comercial durante a semana, fosse possível e democratizado.
Portanto, a história do tradicional Curso Livre de Filosofia da Associação São Basílio, faz parte da Faculdade São Basílio Magno – FASBAM.  A Faculdade foi credenciada pela Portaria n. 345, de 06 de abril de 2011, e publicada no DOU em 07 de abril de 2011. O Curso de Licenciatura em Filosofia foi autorizado pela Portaria nº 799, de 14 de abril de 2011, e publicada no DOU em 15 de abril de 2011. Posteriormente, no dia 14 de abril de 2015, através da portaria nº 298, ordem nº 4, o Curso de Licenciatura em Filosofia foi reconhecido. No ano de 2016 a FASBAM obteve junto ao MEC a autorização para o Curso de Bacharelado em Filosofia com o resultado “satisfatório com dispensa de visita” (Portaria Nº 889 de 29 de dezembro de 2016 do DOU).
Ao se aproximar das comemorações dos seus 50 anos de história, a FASBAM, em 20 de outubro de 2018, iniciou a oferta de cursos de pós-graduação lato sensu. O seu primeiro curso foi de Mariologia. Após, identificadas as necessidades da comunidade, a FASBAM, a partir de julho 2019, passou a ofertar cursos de pós-graduação com alto valor e impacto social que contribuem para o desenvolvimento regional e nacional, tais como: Arquitetura e Arte Sacra do Espaço Litúrgico, Aconselhamento Pastoral e Direção Espiritual, Administração e Gestão Eclesial e Direito Processual e Matrimonial Canônicos.

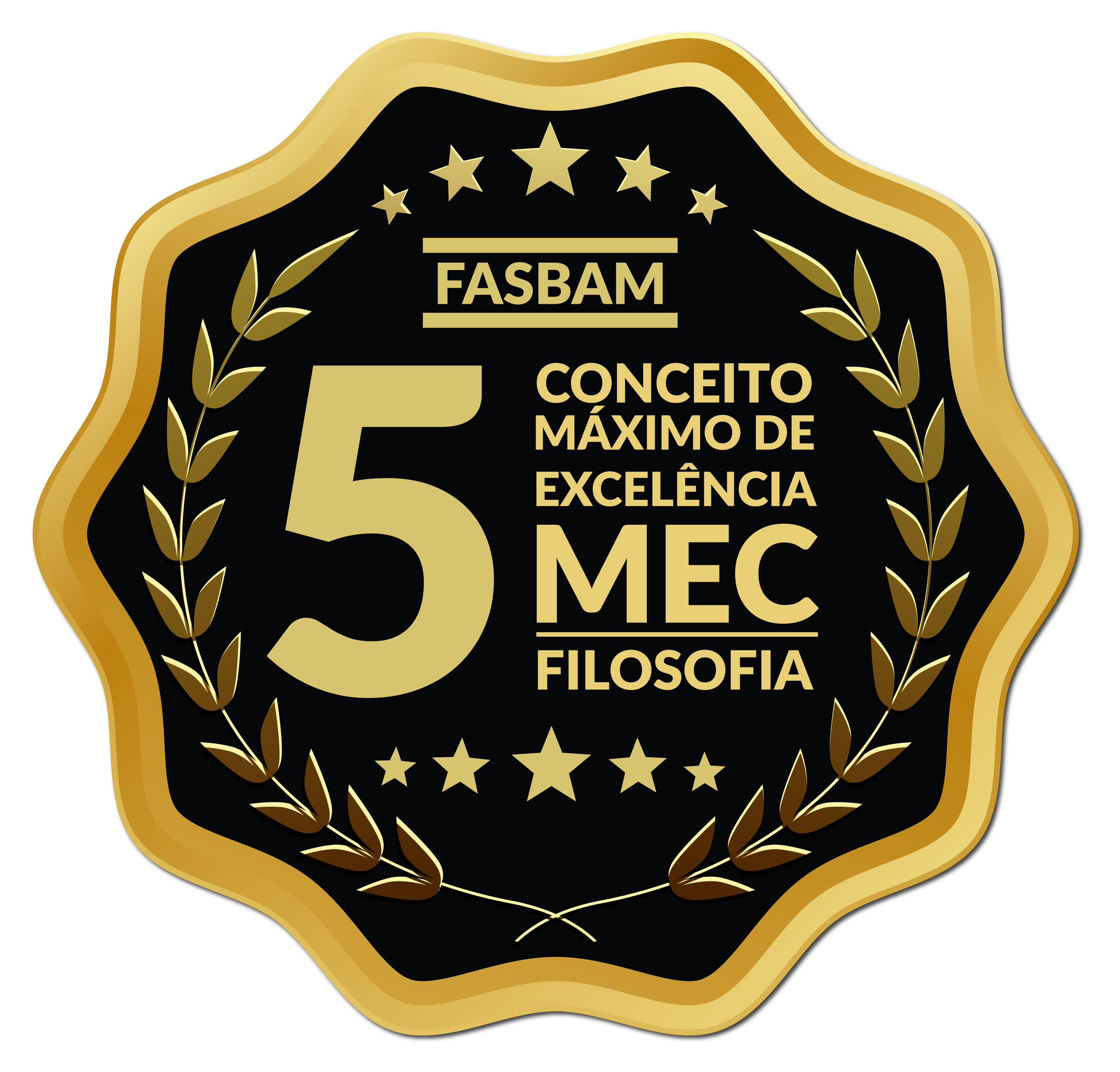
Selo comemorativo ao recebimento do conceito máximo 5 em Filosofia pelo MEC.

Com o avanço das Tecnologias da Informação e da Comunicação, com as novas tendências cada vez mais crescentes no campo da educação alicerçadas em novas metodologias de ensino e aprendizagem, e também impulsionada pelas necessidades que surgiram devido à pandemia da COVID-19, a FASBAM implantou, no ano de 2020, o seu próprio Ambiente Virtual de Aprendizagem (AVA), denominado FASBAM online. Além disso, atendendo às novas demandas formativas e aproveitando as possibilidades que as novas tecnologias oferecem e tendo como base sua longa experiência no campo da filosofia, a FASBAM, atendendo às necessidades das instituições eclesiásticas da região, iniciou, em fevereiro de 2021, a oferta de um Curso Livre de Filosofia a distância. Em 2022, a instituição passou pela avaliação de Autorização do Curso de Bacharelado em Filosofia na modalidade a distância e recebeu do MEC o conceito máximo 5 de excelência.

## Ensino

### Graduação
A Faculdade São Basílio Magno oferece um curso de Graduação:
- Filosofia. Curso reconhecido pelo Ministério da Educação com o conceito máximo 5 de excelência.[3]

### Pós-graduação
A Faculdade São Basílio Magno (FASBAM) possui diversos cursos de Pós-Graduação Lato Sensu (Especialização):
- Aconselhamento Pastoral e Direção Espiritual.
- Administração e Gestão Eclesial.
- Arquitetura e Arte Sacra do Espaço Litúrgico.
- Direito Processual e Matrimonial Canônicos.
- Escola de Formadores.
- Liturgia.
- Logoterapia e Análise Existencial.
- Mariologia.
- Música Sacra Litúrgica.
- O Pensamento de Joseph Ratzinger.
- Proteção à Criança e ao Adolescente e Ambientes Seguros na Igreja Católica.

## Publicações
A FASBAM possui três periódicos, a Basilíade - Revista de Filosofia (ISSN 2596-092X), a Ars Celebrandi - Revista de Liturgia (ISSN 2965-4564) a Helleniká - Revista Cultural (ISSN 2596-2582). O prefixo do DOI dos periódicos da FASBAM é 10.35357/. 
Em 2021, a instituição também fundou a sua editora, a FASBAMPRESS, para a publicação de materiais na área da filosofia e da teologia. 

### Basilíade - Revista de Filosofia
Basilíade - Revista de Filosofia (ISSN 2596-092X) tem a missão de divulgar reflexões filosóficas que não somente expressem resultados de pesquisa original em nível de pós-graduação,  mas também contribuam para o enriquecimento da cultura nacional. A revista é associada à Crossref e está presente em diversas bases de dados, inclusive no DOAJ, possibilitando o acesso fácil e gratuito aos diversos artigos publicados semestralmente. 

### Ars Celebrandi - Revista de Liturgia
Ars Celebrandi - Revista de Liturgia (ISSN 2965-4564) tem como finalidade divulgar reflexões sobre a teologia litúrgica no âmbito da própria natureza da liturgia, da arquitetura e arte sacra do espaço litúrgico, da música sacra litúrgica, entre outros. Ela está também aberta a textos que reflitam sobre o desenvolvimento histórico e a reflexão sistemática da liturgia. Estes textos devem não somente expressar resultados de pesquisa original, mas também contribuir para o enriquecimento da cultura teológico-litúrgica nacional. A revista é associada à Crossref e está em fase de indexação nas bases de dados. 

## Holodomor
A instituição tem um dos maiores acervos do Brasil sobre o Holodomor, a Grande Fome ocorrida na Ucrânia entre os anos 1932 e 1933. Em 2017 a instituição organizou uma exposição que contou, inclusive, com a presença do Embaixador da Ucrânia no Brasil, Sr. Rostyslav Tronenko. Em 2022, a instituição realizou a nova exposição.

## Mantenedora
A FASBAM é mantida pela Ordem de São Basílio Magno (OSBM), conhecida também como Ordem Basiliana de São Josafat e Padres e Irmãos Basilianos. 